# اللغة البشكنشية
الباسكية أو البشكنشية (بالباسكية: euskara) وتلفظ إوساكارا) هي لغة منطقة إقليم الباسك (بلاد البشكنش) الذين يسكنون شمال إسبانيا والمنطقة المجاورة جنوب غرب فرنسا. بالرغم من أن اللغة محاطة باللغات الهندوأوروبية، إلا أنها لغة معزولة عنهم.
وينتشر استخدام اللغة الباسكية في المناطق التالية:
- منطقة إقليم الباسك، إسبانيا
- منطقة نابارا، إسبانيا
- إقليم البرانيس الأطلسية، فرنسا

## عبارات أساسية
- Bai = نعم
- Ez = لا
- Kaixo أو Agur = مرحبا
- Agur أو Adio = وداعاً
- Ikusi arte = أراك لاحقاً
- Eskerrik asko = شكراً
- Egun on = صباح الخير
- Egun on, bai = جواب لعبارة Egun on
- Arratsalde on = مساء الخير
- Gabon = ليلة سعيدة
- Mesedez = رجاء
- Barkatu = اسمح (لي)
- Aizu = استمع!
- Aupa = مرحى
- beti = مرحى

## وصلات خارجية
- (بالإسبانية) تاريخ اللغة الباسكية
- موقع إيثنولوجيا